# Regionale raad van Merom HaGalil
De regionale raad van Merom HaGalil (Hebreeuws: מועצה אזורית מרום הגליל) is een regionale raad gevestigd in het noorden van Israël.

## Gemeenschappen
| Dorpen - Amuka - Bar Yochai - Birya - Inbar - Kalanit - Kfar Hananya - Livnim - Or HaGanuz - Ein el-Asad - Rehaniya | Kibboetsen - Parod | Moshaven - Alma - Amirim - Avivim - Dovev - Dalton - Hazon - Kerem Ben Zimra - Kfar Hoshen - Kfar Shamai - Meron - Safsufa - Shefer - Shezor - Tefahot |

Abu Basma · Alona · al-Batuf · Be'er Tuvia · Beit She'an Vallei · Bnei Shimon · Brenner · Bustan al-Marj · Centraal Arava · Drom HaSharon · Esjkol · Gan Raveh · Gederot · Gezer · Gilboa · Golan · Gush Etzion · Har Hebron · Hefervallei · Hevel Eilot · Hevel Modi'in · Hevel Yavne · Hof Ashkelon · Hof HaCarmel · Hof HaSharon · Jizreëlvallei · Emek HaYarden · Bik'at HaYarden · Lakhish · Lev HaSharon · Lodvallei · Lager Galilea · Ma'ale Yosef · Mateh Asher · Mateh Binyamin · Mateh Yehuda · Megiddo · Megilot · Menashe · Merhavim · Merom HaGalil · Mevo'ot HaHermon · Misgav · Nahal Sorek · Ramat HaNegev · Sha'ar HaNegev · Sdot Negev · Shafir · Shomron · Tamar · Hoger Galilea · Yoav · Zevoeloen